# Justin Lamoureux
Justin Lamoureux (Red Bank, Estados Unidos, 26 de agosto de 1976) es un deportista canadiense que compitió en snowboard. Ganó una medalla de plata en el Campeonato Mundial de Snowboard de 2005, en la prueba de halfpipe.
Participó en dos Juegos Olímpicos de Invierno, en los años 2006 y 2010, ocupando el séptimo lugar en Vancouver 2010, en el halfpipe.

## Medallero internacional
| Campeonato Mundial | Campeonato Mundial | Campeonato Mundial | Campeonato Mundial |
| Año                | Lugar              | Medalla            | Competición        |
| ------------------ | ------------------ | ------------------ | ------------------ |
| 2005               | Whistler (Canadá)  | Medalla de plata   | Halfpipe           |